# Edmond Spapen
Edmond Spapen (Bélgica, desconocida) fue un deportista belga especialista en lucha libre olímpica donde llegó a ser subcampeón olímpico en Ámsterdam 1928.

## Carrera deportiva
En los Juegos Olímpicos de 1928 celebrados en Ámsterdam ganó la medalla de plata en lucha libre olímpica estilo peso gallo, tras el finlandés Kaarlo Mäkinen (oro) y por delante del canadiense James Trifunov (bronce).